# Tomáš Řehák (fotbalista)
Tomáš Řehák (* 21. dubna 1982) je bývalý český profesionální fotbalista, který nastupoval jako záložník nebo útočník.

## Hráčská kariéra
V neděli 24. září 2006 se dostal mezi olomoucké náhradníky pro zápas v Kladně (prohra Sigmy 2:3). V nejvyšší soutěži však nenastoupil.
Ve II. lize hrál za B-mužstvo olomoucké Sigmy, v 75 startech zaznamenal 4 vstřelené branky.
V ročnících 2004/05 (společně s Alešem Chmelíčkem z FK Bystřice pod Hostýnem) a 2009/10 se stal v uničovském dresu nejlepším střelcem Moravskoslezské fotbalové ligy s 19, resp. 14 brankami. V nejvyšší moravské soutěži dal celkem 51 branku (2000–2012). V neděli 22. května 2005 přispěl čtyřmi góly k historickému vítězství Uničova nad Poštornou v poměru 13:2 (viz MSFL – rekordy)
V sezoně 2007/08 hrál v Rakousku, po návratu do vlasti hrál nižší soutěže za Slavoj Vyšehrad, opět Uničov, Sokol Konice a Sokol Kožušany.

### Ligová bilance
| Ročník                              | Zápasy | Góly | Minuty | Klub                 |
| ----------------------------------- | ------ | ---- | ------ | -------------------- |
| MSFL 2000/01                        | –      | 1    | –      | SK Sigma Olomouc „B“ |
| II. liga 2001/02                    | 23     | 1    | –      | SK Sigma Olomouc „B“ |
| II. liga 2002/03                    | 8      | 1    | –      | SK Sigma Olomouc „B“ |
| MSFL 2002/03                        | –      | 1    | –      | SK UNEX Uničov       |
| MSFL 2003/04                        | –      | 2    | –      | SK UNEX Uničov       |
| MSFL 2004/05                        | –      | 19   | –      | SK UNEX Uničov       |
| II. liga 2005/06                    | 22     | 0    | –      | SK Sigma Olomouc „B“ |
| II. liga 2006/07                    | 22     | 2    | –      | SK Sigma Olomouc „B“ |
| ČFL 2008/09                         | –      | –    | –      | FK Slavoj Vyšehrad   |
| MSFL 2008/09                        | –      | 3    | –      | SK Uničov            |
| MSFL 2009/10                        | –      | 14   | –      | SK Uničov            |
| MSFL 2010/11                        | 28     | 5    | –      | SK Uničov            |
| MSFL 2011/12                        | –      | 6    | –      | SK Uničov            |
| MSFL 2012/13                        | 4      | 0    | –      | SK Uničov            |
| CELKEM II. LIGA (2001–2007)         | 75     | 4    | –      |                      |
| CELKEM III. LIGA – MSFL (2000–2012) | –      | 51   | –      |                      |